# Улитау (група)
Улитау (каз. Ұлытау) — казахстанський гурт в стилі інструментального етно-року. У цій сфері головний представник степів Центральної Азії. Активний у 2001-10 роках.

## Склад
Соло-гітара: Максим Кичигін
Домбра: Рустем Баєкеєв
Скрипка: Асель Исаєва (потім — Алуа Маканова)
Клавішні: Жанболат Аділов
Бас-гітара: Серик Сансизбаєв
Ударні: Алі Ібрагимов

## Історія
Назву отримала за назвою від гірського масиву Улитау (від каз. Ули тау — велика гора) в Карагандинській області Казахстану. Ідея створення гурту належить відомому казахстанському продюсеру, що було реалізовано у 2001 році. Початкова назва — «Доскрип» (від слів «будинок» та «скрипка»).
Всесвітній чемпіонат музичних виконавців що проходив у Голлівуді (США) з 7 по 14 жовтня 2001 року продовжився першим сервізним дослідженням для молодих музикантів, Улитау завоювали золоту медаль у нелегкій боротьбі гастролями 86 країнах світу.
Початкове тріо стало лауреатом Незалежної премії «Тарлан» та спеціальної премії «Надежда» в номінаціях «Музика».
Склад гурту часто мінявся.

## Дискографія
- «Жумир Килиш» — 2006 (укр. Два воїни, 2009).
- «Цугцванг» — 2010 (саундтрек до однойменного фільму).
- «Новий день» — 2011.